# Faro de Moncloa
La Torre de Iluminación y Comunicaciones del Ayuntamiento de Madrid, más conocida como Faro de Moncloa, es una estructura de 110 metros de altura, situada en la Ciudad Universitaria de Madrid (España), en el distrito de Moncloa-Aravaca. Es visible desde todo el noroeste de la capital. 
Fue proyectada por el arquitecto madrileño Salvador Pérez Arroyo en 1990. Se construyó en el año 1992, y hoy ocupa el lugar 11.º de las construcciones más altas de Madrid, seguida muy de cerca por la Torre BBVA, en AZCA. El acceso a la parte del mirador, a 92 m de altura, se efectúa a través de dos ascensores exteriores acristalados, tardando unos 50 segundos en llegar a la cima. El mirador superior tiene forma de media luna. 
Se encuentra a pocos metros del Museo de América, rompiendo la estética de la zona. Es visitable de martes a domingo, y por motivos de seguridad tiene un aforo limitado, así como la prohibición de tener más de una silla de ruedas al mismo tiempo en el mirador. 
En la actualidad está abierto para visitantes de martes a domingo, de 9:30 a 20:00 horas (última subida a las 19:30 horas), y también algunos lunes (festivos o víspera de festivos, Semana Santa, Navidad, etc.).

## Deficiencias solucionadas e incendio

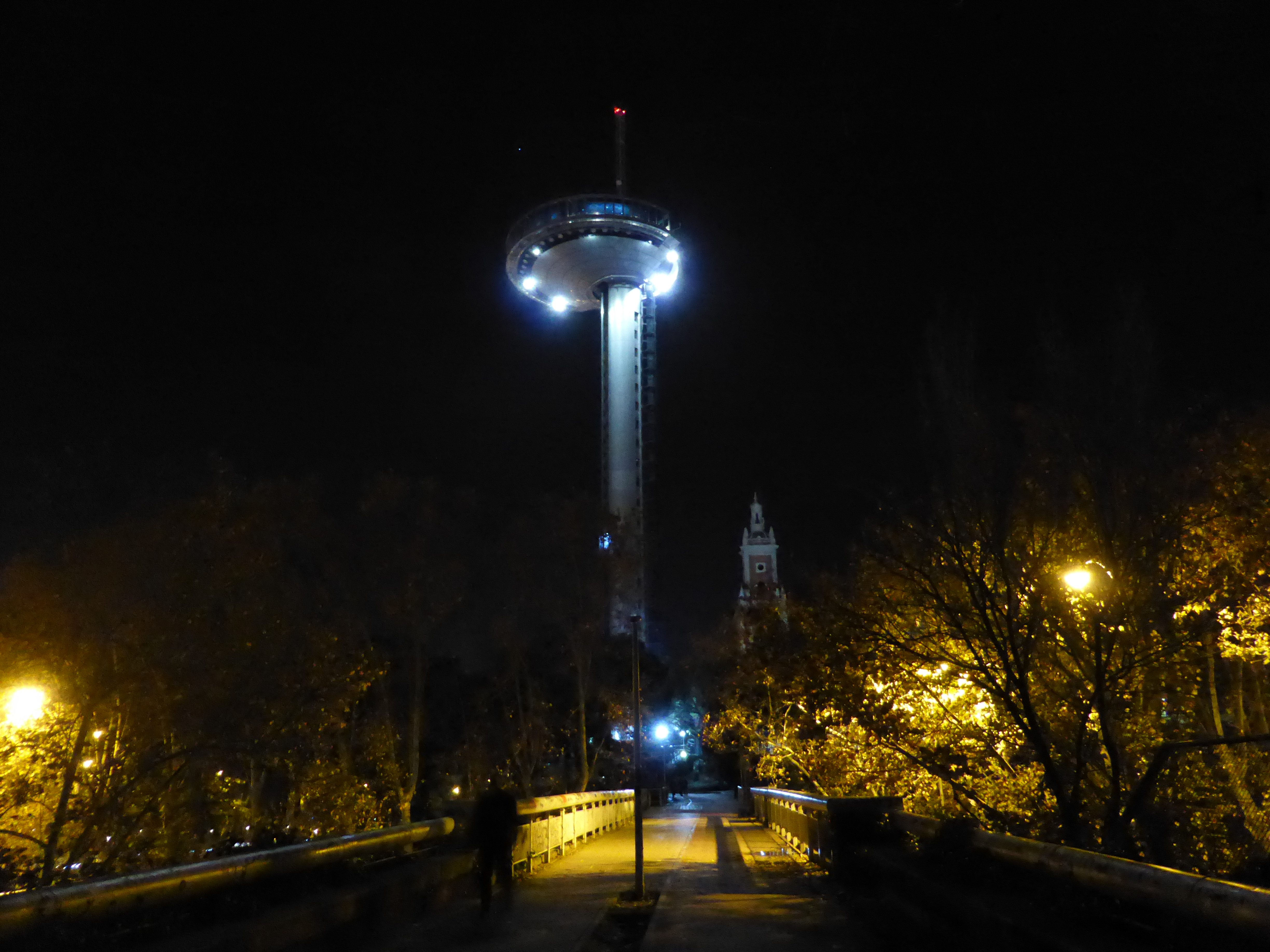
La torre de noche.

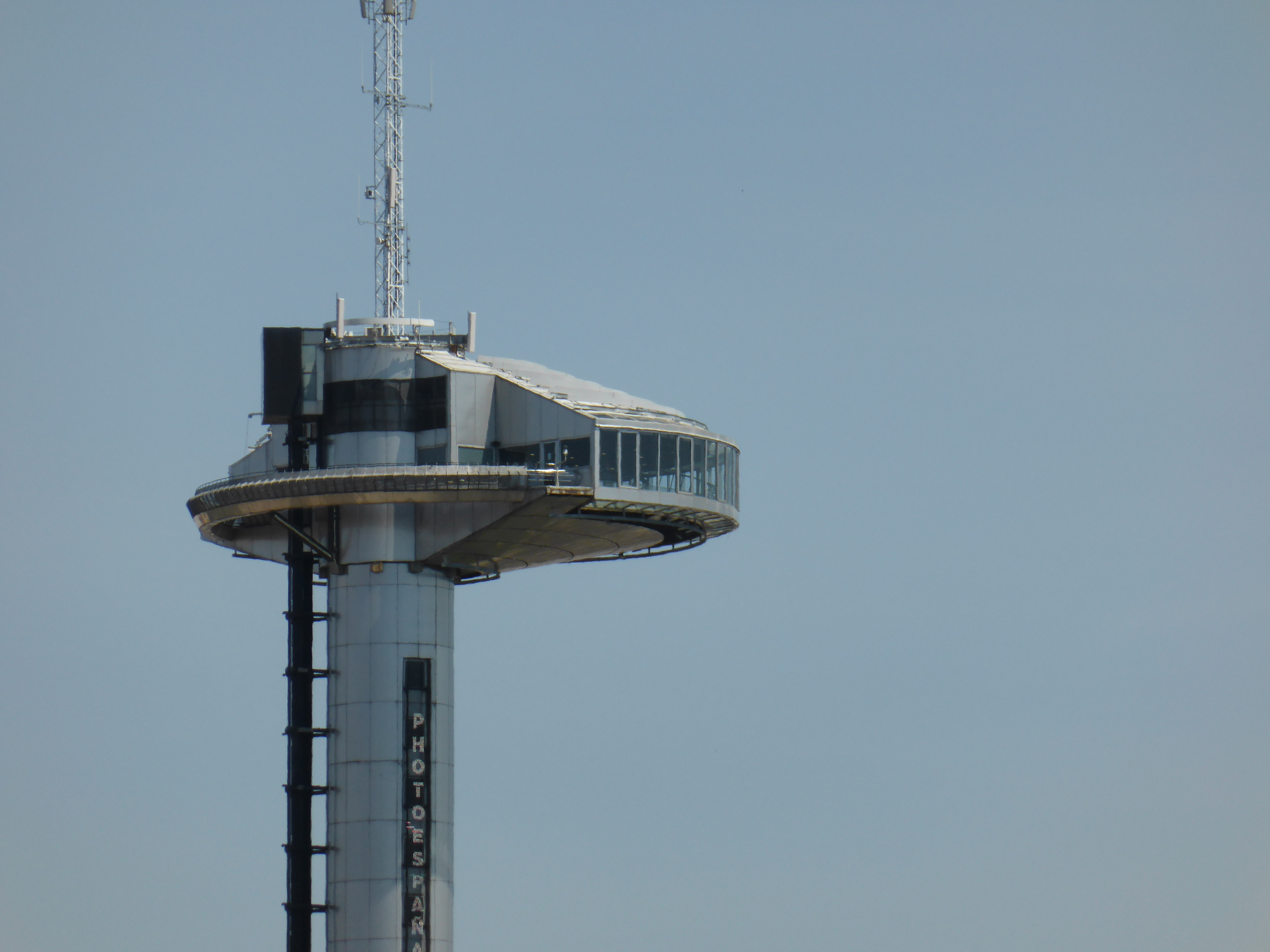
Parte alta, con el mirador. A la izquierda, el segundo ascensor.

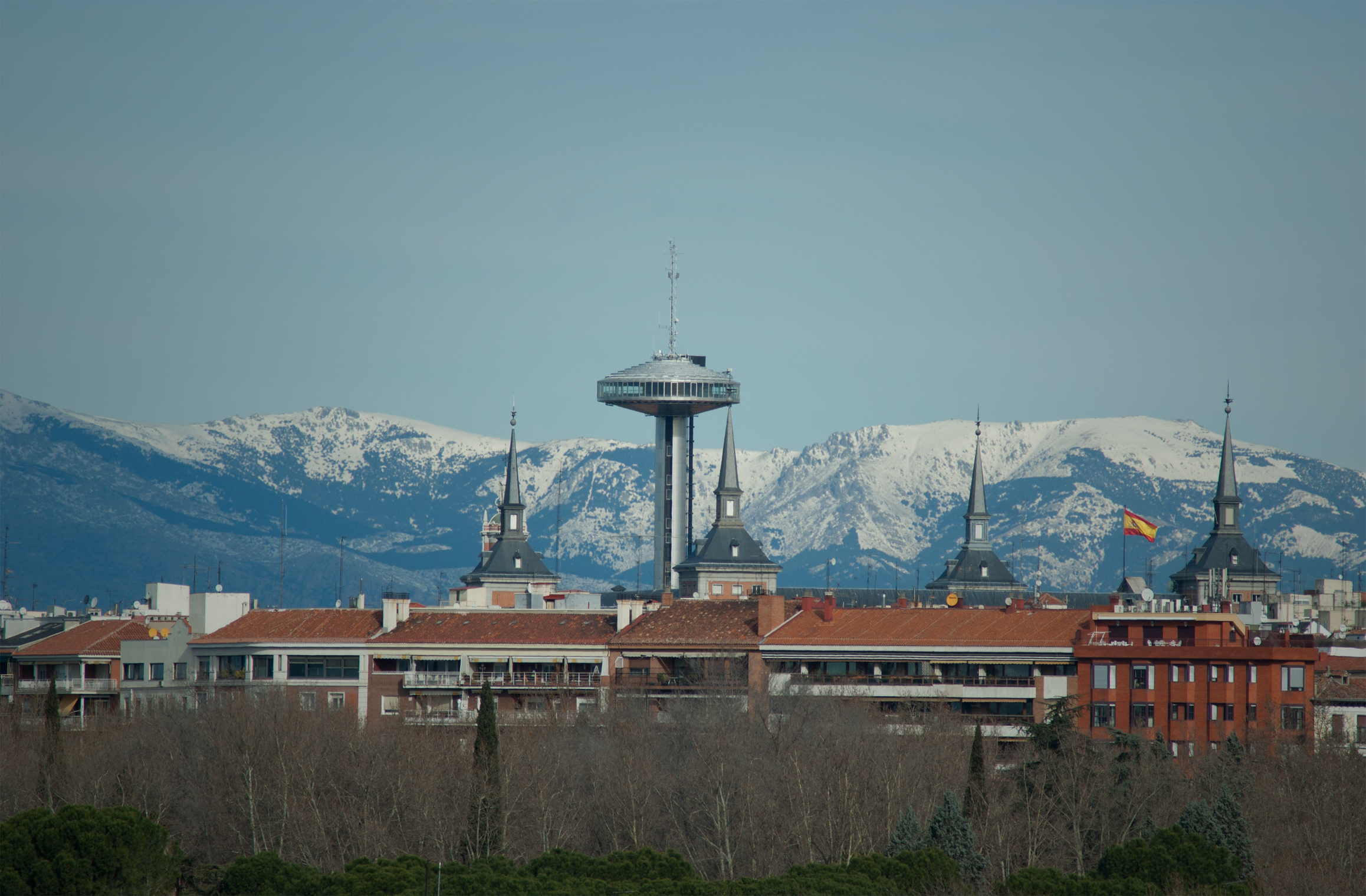
Vista con teleobjetivo, desde la Catedral de la Almudena.

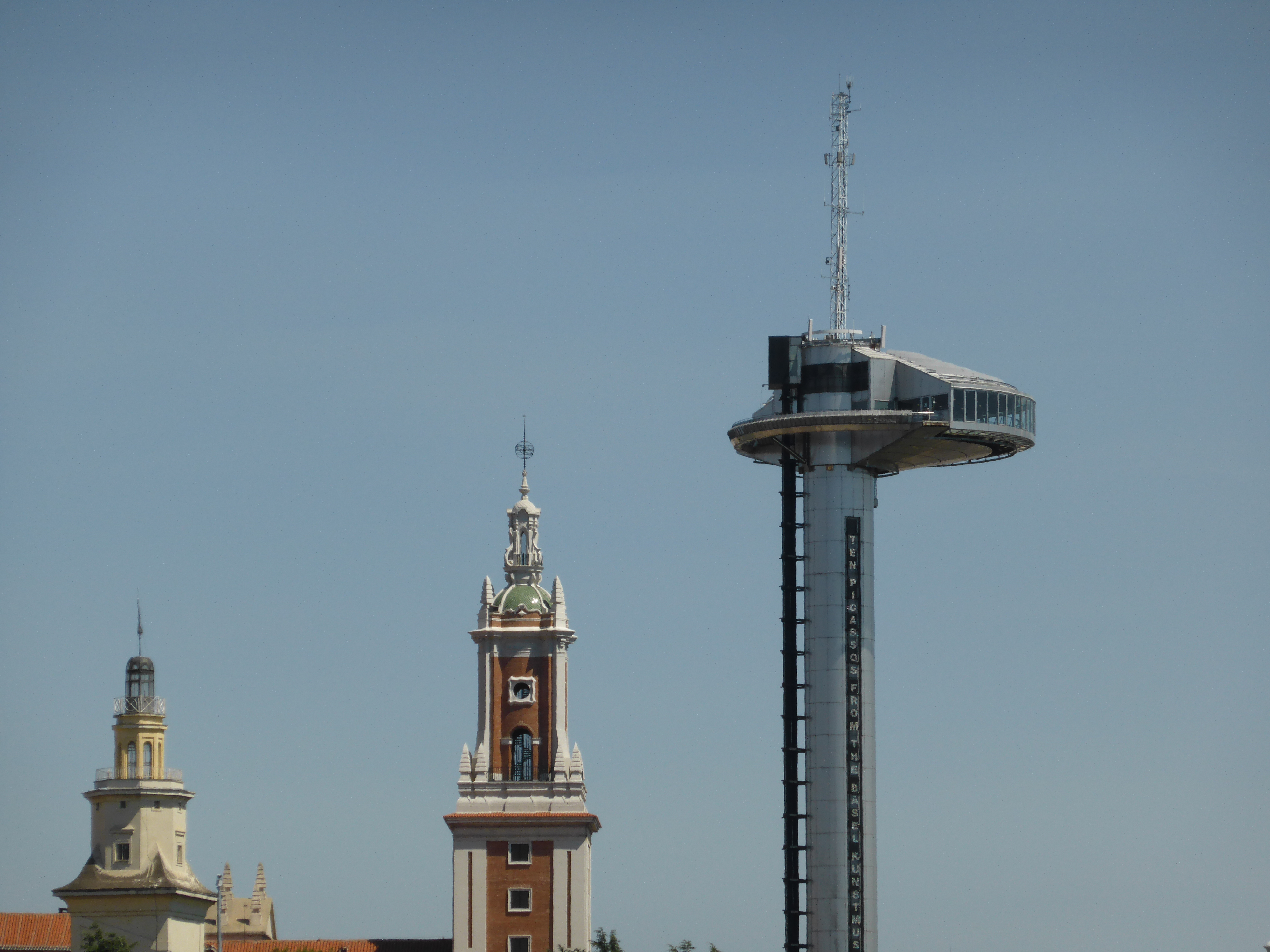
Tres torres próximas: Navales (izquierda), Museo de América (centro) y Faro de Moncloa.

Al poco de su inauguración, debido al fuerte viento, algunas de las planchas metálicas que recubrían la torre se desprendieron y cayeron al suelo, sin que hubiera que lamentar desgracias personales. Hubo que añadir más anclajes para reforzar la sujeción de todas las planchas. 
La torre aloja una escalera en forma de espiral, que tenía una anchura de tan solo 80 centímetros. Este hecho resultaba más peligroso si tenemos en cuenta que el pasamanos de dicha escalera producía frecuentes descargas de electricidad estática a quien lo tocaba. Esta fue una de las razones por las que a tan solo 13 años de su construcción, en agosto de 2005 tras el incendio del edificio Windsor, fue cerrado para uso turístico en cumplimiento estricto de la normativa de seguridad del propio Ayuntamiento de Madrid.
En enero de 2009 el Ayuntamiento de Madrid anunció una inversión de 4,5 millones de euros para adaptar el Faro de Moncloa a la normativa de seguridad que se aprobó tras el incendio del Windsor el 13 de febrero de 2005.
La reforma del edificio incluyó un segundo ascensor exterior acristalado y escaleras más amplias. Asimismo, se construyó en su base una sala para recibir a los visitantes. A finales de 2010, comenzaron las pruebas de la nueva pantalla led de información exterior, orientada a que sea visible para los vehículos que entren a Madrid desde la A-6. Al año de la reforma y apertura al público, el 28 de enero de 2016 se declaró un incendio en la sala de máquinas de un ascensor, siendo el faro desalojado sin heridos. El incendio provocó la caída de cascotes, y que la circulación en la vía A-6 fuera cortada. En el momento del incendio se encontraban seis trabajadores, que fueron evacuados por los bomberos, que pudieron extinguir el fuego y proceder con tareas de refresco en pocas horas.

## Galería de vistas desde el mirador y los ascensores

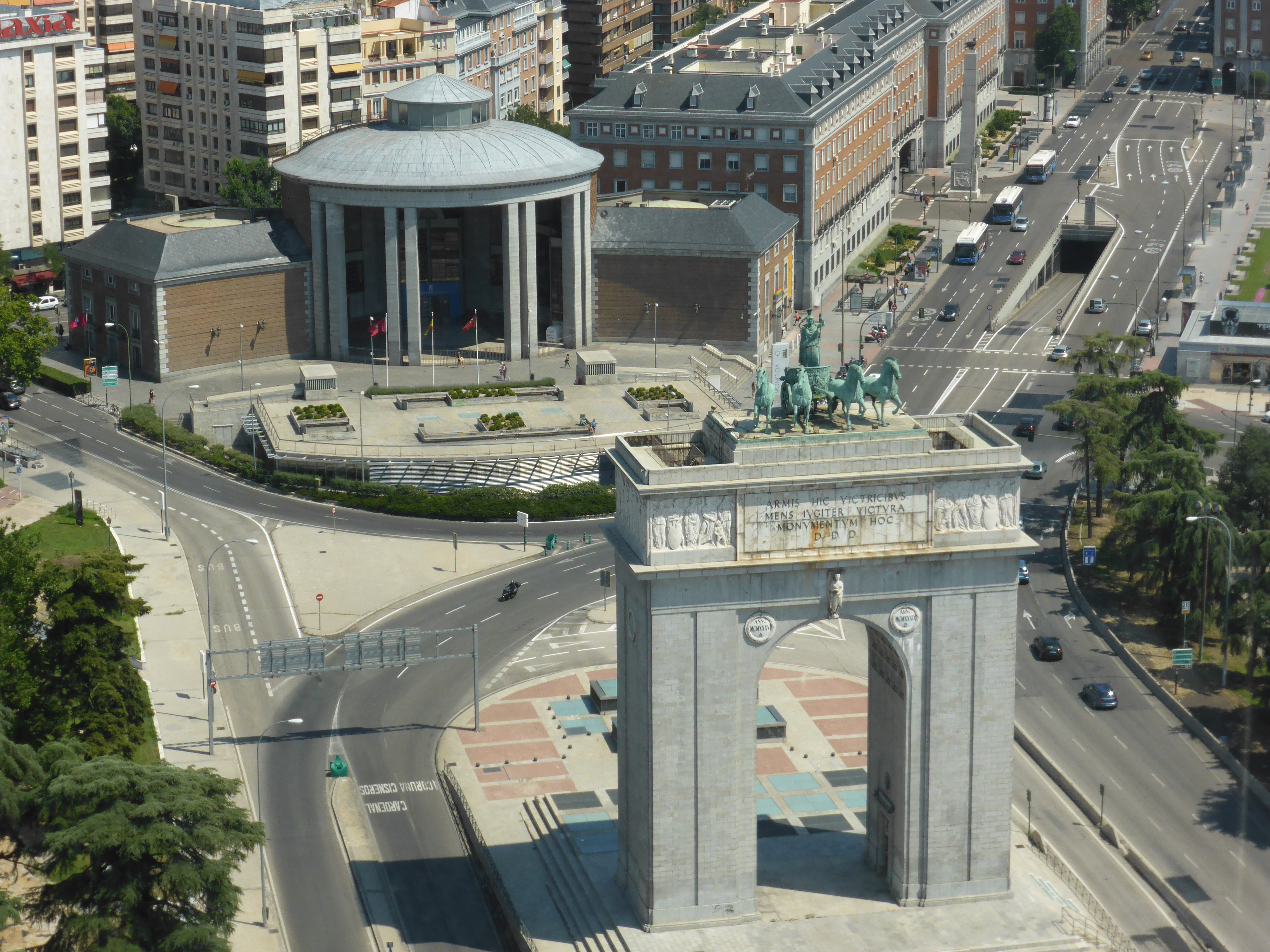
Arco de la Victoria.
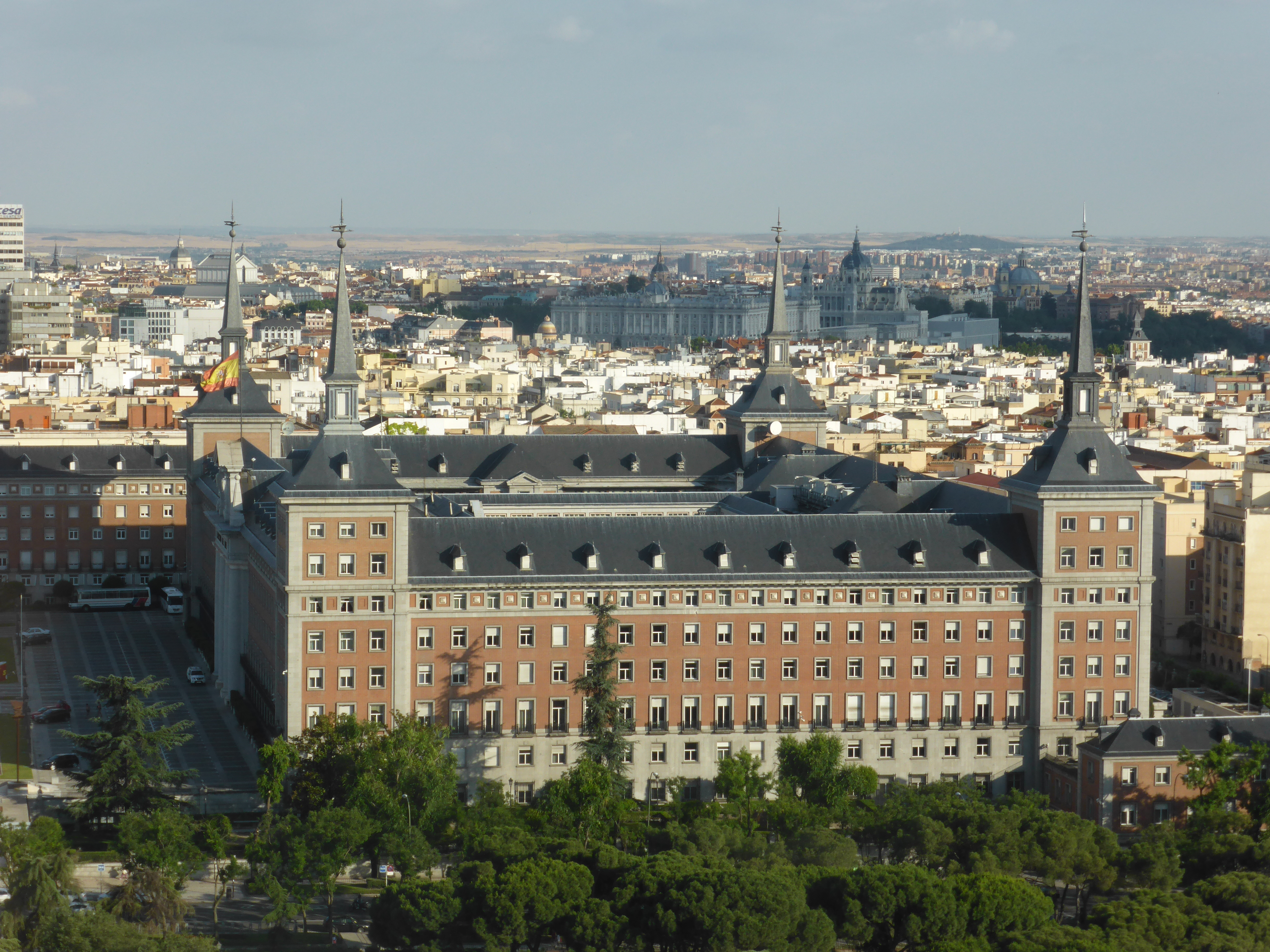
Cuartel General del Ejército del Aire.
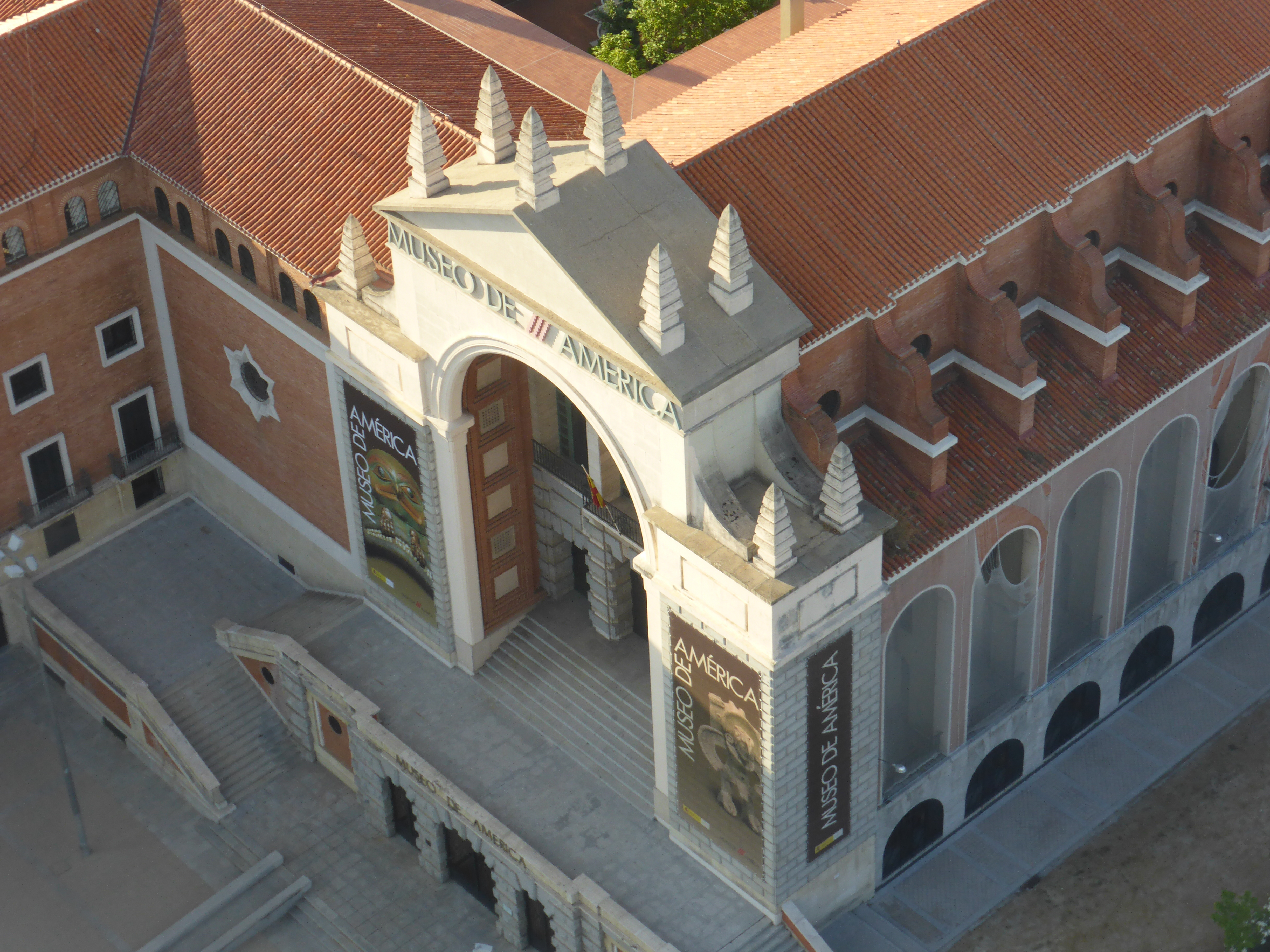
Museo de América.
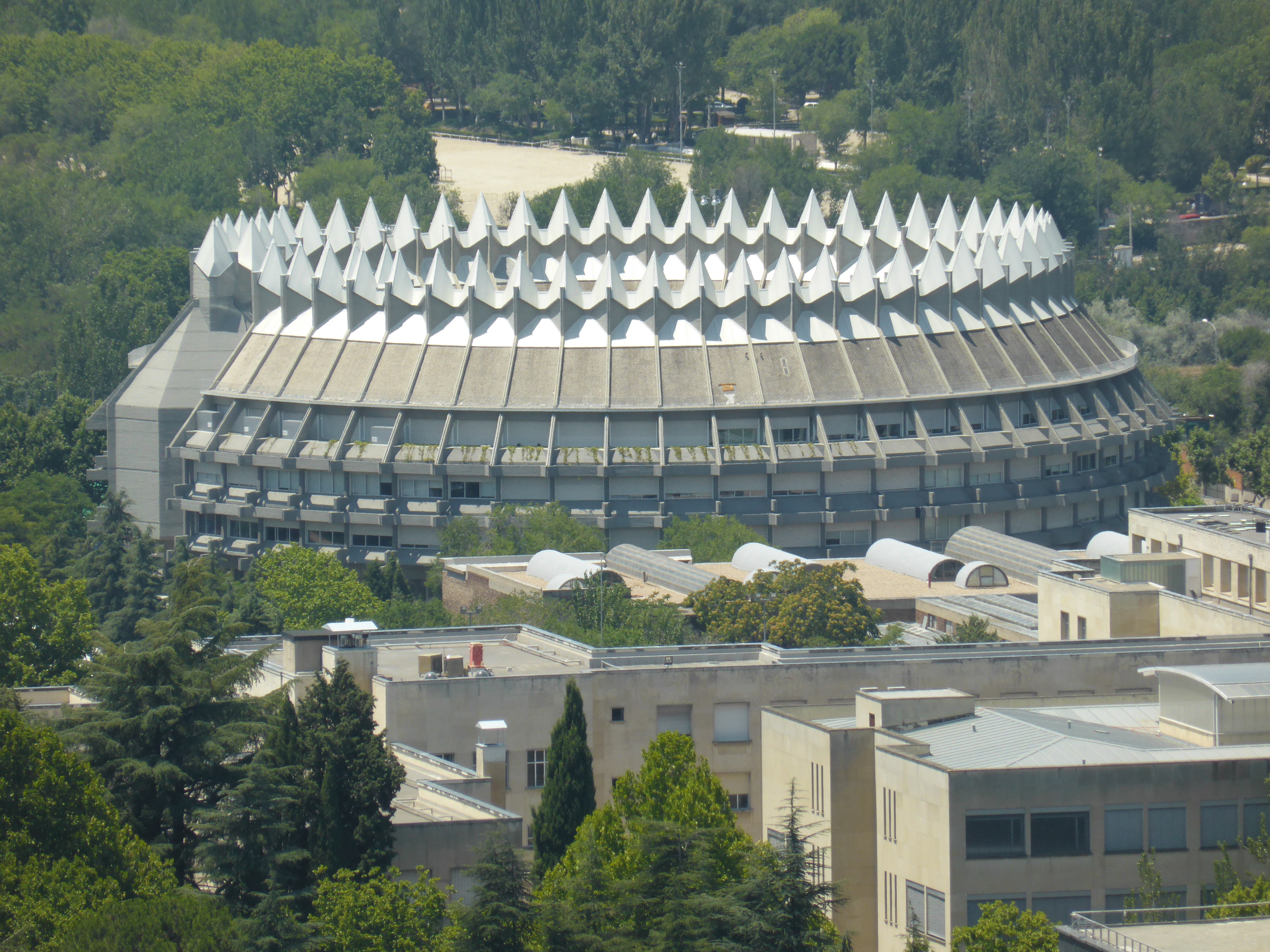
Instituto del Patrimonio Cultural de España.